# Aigremont (Haute-Marne)
Pour les articles homonymes, voir Aigremont.
Aigremont est une commune française située dans le département de la Haute-Marne, en région Grand Est.
Ses habitants sont appelés les Aigremontois.

## Géographie

### Hydrographie
La commune est dans le bassin versant de la Saône au sein du bassin Rhône-Méditerranée-Corse. Elle est drainée par l'Apance, le ruisseau du Roteux, le Trou Vérion et le ruisseau Jean Paillard.
L'Apance, d'une longueur de 34 km, prend sa source dans la commune de Serqueux et se jette  dans la Saône à Châtillon-sur-Saône, après avoir traversé huit communes.

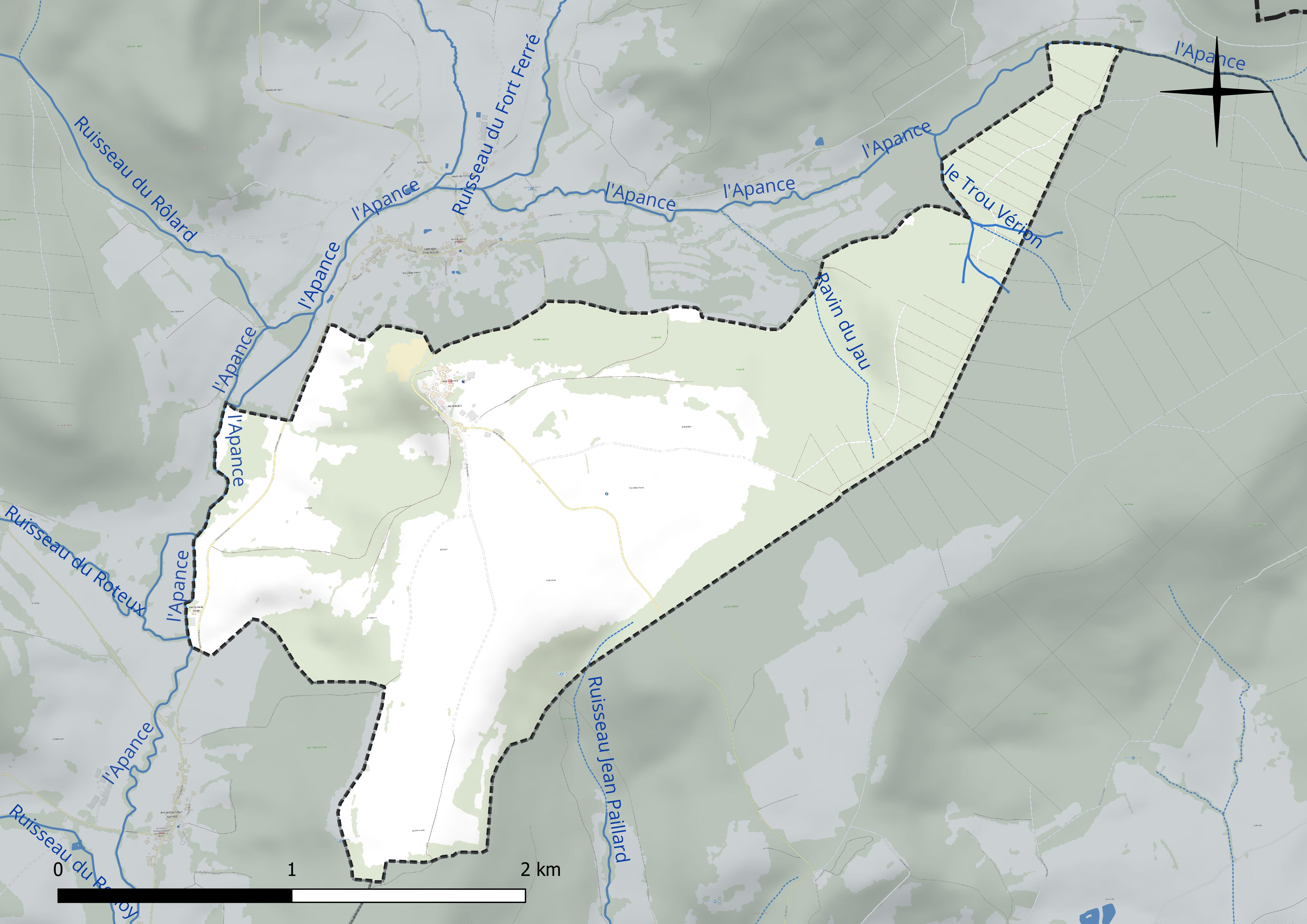
Réseau hydrographique d'Aigremont.

### Climat
Pour des articles plus généraux, voir Climat du Grand Est et Climat de la Haute-Marne.
En 2010, le climat de la commune est de type climat de montagne, selon une étude du Centre national de la recherche scientifique s'appuyant sur une série de données couvrant la période 1971-2000. En 2020, Météo-France publie une typologie des climats de la France métropolitaine dans laquelle la commune est exposée à un climat océanique altéré et est dans la région climatique Lorraine, plateau de Langres, Morvan, caractérisée par un hiver rude (1,5 °C), des vents modérés et des brouillards fréquents en automne et hiver.
Pour la période 1971-2000, la température annuelle moyenne est de 9,6 °C, avec une amplitude thermique annuelle de 17,1 °C. Le cumul annuel moyen de précipitations est de 992 mm, avec 13,4 jours de précipitations en janvier et 9,6 jours en juillet. Pour la période 1991-2020, la température moyenne annuelle observée sur la station météorologique de Météo-France la plus proche, « Val-de-Meuse », sur la commune de Val-de-Meuse à 17 km à vol d'oiseau, est de 9,9 °C et le cumul annuel moyen de précipitations est de 917,4 mm. 
La température maximale relevée sur cette station est de 39,5 °C, atteinte le 25 juillet 2019 ; la température minimale est de −25 °C, atteinte le 18 janvier 1966,,.
Les paramètres climatiques de la commune ont été estimés pour le milieu du siècle (2041-2070) selon différents scénarios d'émission de gaz à effet de serre à partir des nouvelles projections climatiques de référence DRIAS-2020. Ils sont consultables sur un site dédié publié par Météo-France en novembre 2022.

## Urbanisme

### Typologie
Au 1er janvier 2024, Aigremont est catégorisée commune rurale à habitat dispersé, selon la nouvelle grille communale de densité à sept niveaux définie par l'Insee en 2022.
Elle est située hors unité urbaine et hors attraction des villes,.

### Occupation des sols
L'occupation des sols de la commune, telle qu'elle ressort de la base de données européenne d’occupation biophysique des sols Corine Land Cover (CLC), est marquée par l'importance des territoires agricoles (55,5 % en 2018), une proportion identique à celle de 1990 (55,5 %). La répartition détaillée en 2018 est la suivante : forêts (44,1 %), prairies (37,5 %), terres arables (13,1 %), zones agricoles hétérogènes (4,9 %), milieux à végétation arbustive et/ou herbacée (0,4 %). L'évolution de l’occupation des sols de la commune et de ses infrastructures peut être observée sur les différentes représentations cartographiques du territoire : la carte de Cassini (XVIIIe siècle), la carte d'état-major (1820-1866) et les cartes ou photos aériennes de l'IGN pour la période actuelle (1950 à aujourd'hui).

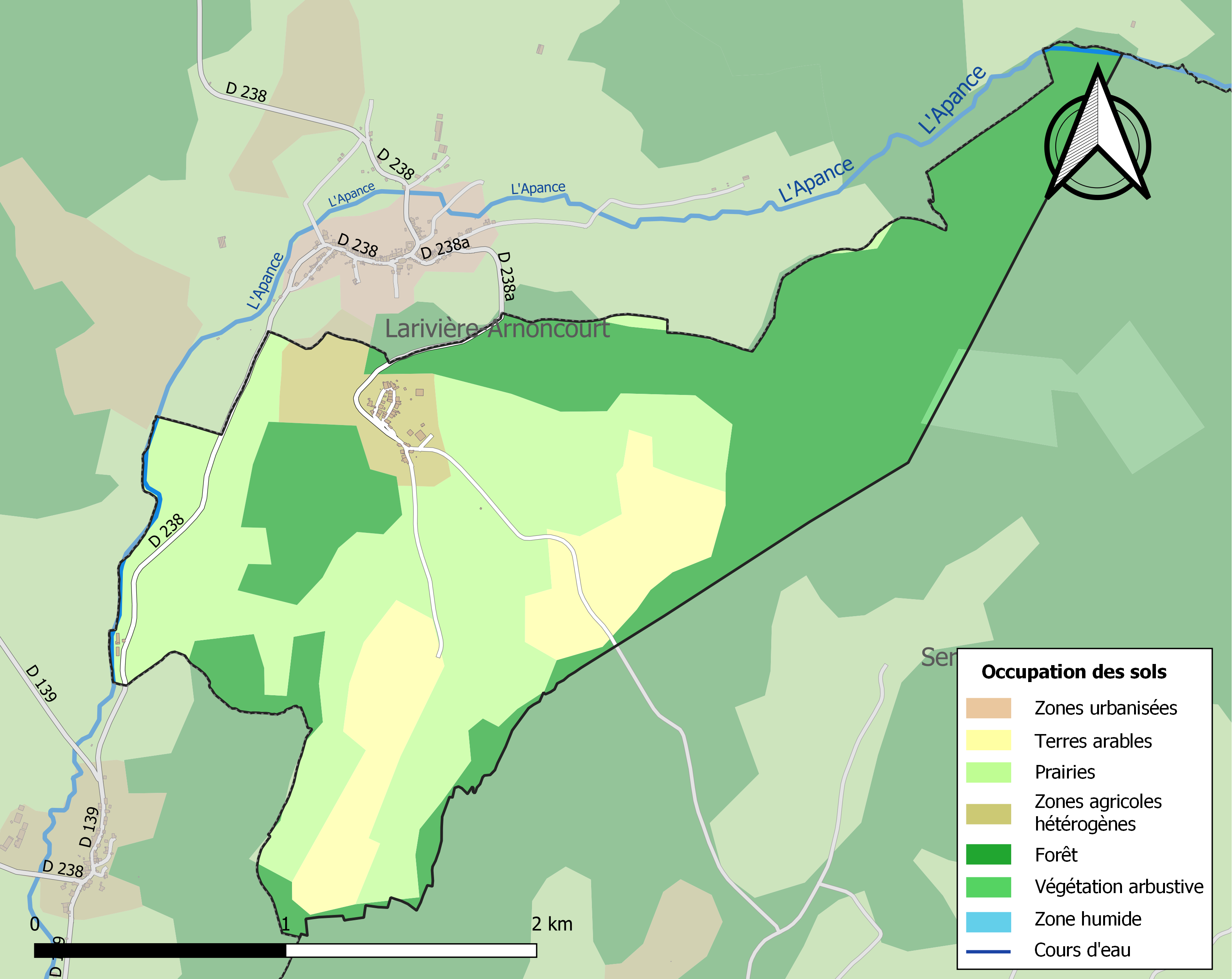
Carte des infrastructures et de l'occupation des sols de la commune en 2018 (CLC).

## Toponymie
Le nom de la localité est attesté sous les formes Acrimons (1148) ; N. dominus Acris Montis (vers 1172) ; Aygremunt (1254) ; Aygremont (1255) ; Aigremont (1278).

Ce toponyme signifie « colline escarpée », « Mont pointu », du latin acer-acris (« vif ; pointu ») et montem (« mont »).
C'est un toponyme assez répandu. Quatre communes françaises et de nombreux hameaux portent ce nom : Aigremont dans le Gard, Aigremont dans la Haute-Marne, Aigremont dans l'Yonne, Aigremont dans les Yvelines.

## Histoire
Le village d'Aigremont doit son nom (acer-mons) à sa position sur une colline haute et escarpée. Au sommet de celle-ci s'élevait jadis un manoir gothique, siège d'une baronnie dont les seigneur d'Aigremont étaient de l'une des plus anciennes et des plus illustres familles du Bassigny. Ils passaient pour souverains (d'où le titre de prince d'Aigremont qu'on leur donne aussi) et possédaient avec les sires de Choiseul et ceux de Clefmont la plus grande partie de cette riche contrée.
Possession des Choiseul de 1310 à 1607.

## Politique et administration

### Liste des maires

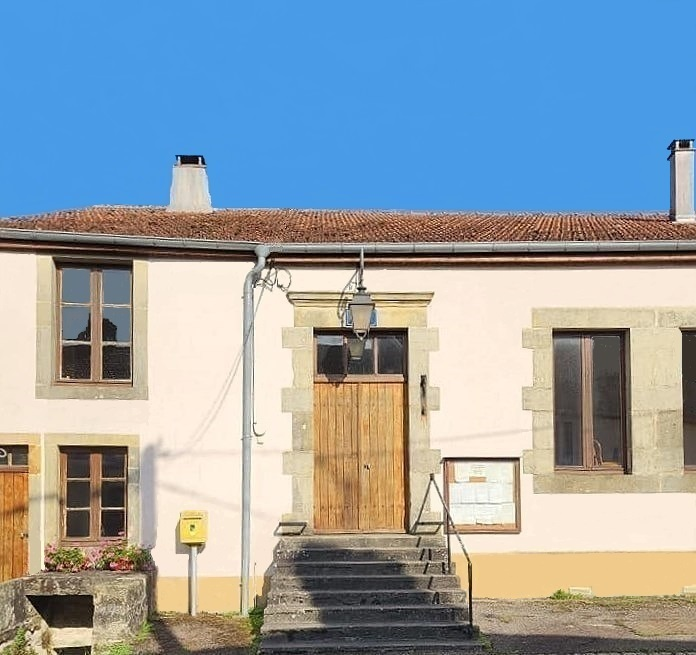
La mairie

| Période                                  | Période  | Identité        | Étiquette | Qualité              |
| ---------------------------------------- | -------- | --------------- | --------- | -------------------- |
| Les données manquantes sont à compléter. |          |                 |           |                      |
| avant 1995                               | En cours | Robert Lefaivre | FN-RN     | Agriculteur retraité |

### Résultats du deuxième tour des élections présidentielles
- 2002 : inscrits : 20 - Jacques Chirac : 11 voix - Jean-Marie Le Pen : 6 voix - Abstentions : 3.
- 2007 : inscrits : 22 - Nicolas Sarkozy : 16 voix - Ségolène Royal : 6 voix.
- 2012 : inscrits : 20 - Nicolas Sarkozy : 12 voix - François Hollande : 6 voix - Abst. : 1 - Blanc/nul : 1.
- 2017 : inscrits : 18 - Emmanuel Macron : 7 voix - Marine Le Pen : 6 voix - Abst. : 2 - Blanc : 1 - Nul : 2.

## Population et société

### Démographie
L'évolution du nombre d'habitants est connue à travers les recensements de la population effectués dans la commune depuis 1793. Pour les communes de moins de 10 000 habitants, une enquête de recensement portant sur toute la population est réalisée tous les cinq ans, les populations de référence des années intermédiaires étant quant à elles estimées par interpolation ou extrapolation. Pour la commune, le premier recensement exhaustif entrant dans le cadre du nouveau dispositif a été réalisé en 2004.

En 2022, la commune comptait 26 habitants, en évolution de +44,44 % par rapport à 2016 (Haute-Marne : −4,62 %, France hors Mayotte : +2,11 %).
| 1793  | 1800 | 1806 | 1821 | 1831 | 1836 | 1841 | 1846 | 1851 |
| ----- | ---- | ---- | ---- | ---- | ---- | ---- | ---- | ---- |
| 1 092 | 200  | 249  | 221  | 221  | 209  | 208  | 196  | 219  |

| 1856 | 1861 | 1866 | 1872 | 1876 | 1881 | 1886 | 1891 | 1896 |
| ---- | ---- | ---- | ---- | ---- | ---- | ---- | ---- | ---- |
| 187  | 189  | 200  | 172  | 180  | 164  | 165  | 149  | 129  |

| 1901 | 1906 | 1911 | 1921 | 1926 | 1931 | 1936 | 1946 | 1954 |
| ---- | ---- | ---- | ---- | ---- | ---- | ---- | ---- | ---- |
| 119  | 110  | 95   | 84   | 79   | 70   | 68   | 54   | 51   |

| 1962 | 1968 | 1975 | 1982 | 1990 | 1999 | 2004 | 2006 | 2009 |
| ---- | ---- | ---- | ---- | ---- | ---- | ---- | ---- | ---- |
| 42   | 44   | 31   | 23   | 19   | 18   | 22   | 21   | 23   |

| 2014 | 2019 | 2022 | - | - | - | - | - | - |
| ---- | ---- | ---- | - | - | - | - | - | - |
| 19   | 23   | 26   | - | - | - | - | - | - |

## Économie
- 3 exploitations agricoles en 2006.

## Culture locale et patrimoine

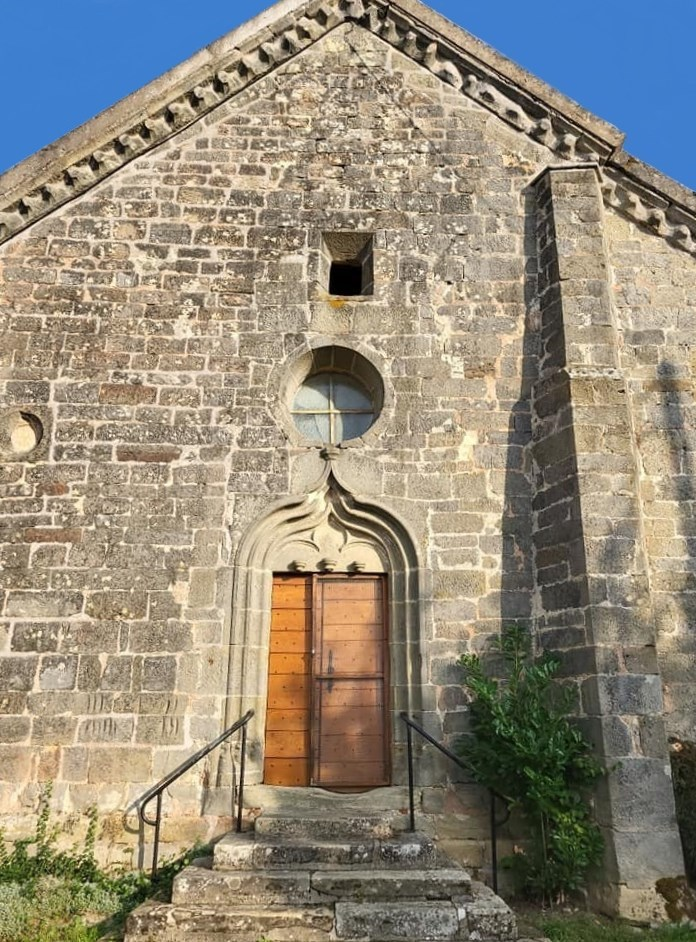
Entrée de l'église Saint-Sébastien

### Lieux et monuments
- Église Saint-Sébastien inscrite au titre des Monuments historiques le 16 juin 1926[21].

### Héraldique
| Armes de Aigremont | Les armes d'Aigremont se blasonnent ainsi : De gueules au lion d'or couronné de même. |